# Кочергіне
Коче́ргіне (до 1948 року — Бакка́л-Сув, крим. Baqqal Suv) — село в Україні, у Бахчисарайському районі Автономної Республіки Крим. Підпорядковане Каштанівській сільській раді. Розташоване на півночі району.
Відстань від райцентру до населеного пункта становить 13 кілометрів по прямій.

## Географія
Селом протікає річка Ескі-Кишав.